# Pedro do Rosário
Pedro do Rosário là một đô thị thuộc bang Maranhão, Brasil. Đô thị này có diện tích 1749,866 km², dân số năm 2007 là 21286 người, mật độ 12,16 người/km².